# Macraspis elegans
Macraspis elegans är en plattmaskart som beskrevs av Olsson 1868. Macraspis elegans ingår i släktet Macraspis och familjen Aspidogastridae. Inga underarter finns listade i Catalogue of Life.